# Wizards of the Coast
Wizards of the Coast (vaak naar verwezen als WotC of kortweg Wizards) is een Amerikaanse uitgever van bordspelen, rollenspelen, ruilkaartspelen, miniatuurspelen en boeken. De meeste van hun uitgaven zijn gebaseerd op fantasy- en sciencefictionthema’s.

## Geschiedenis

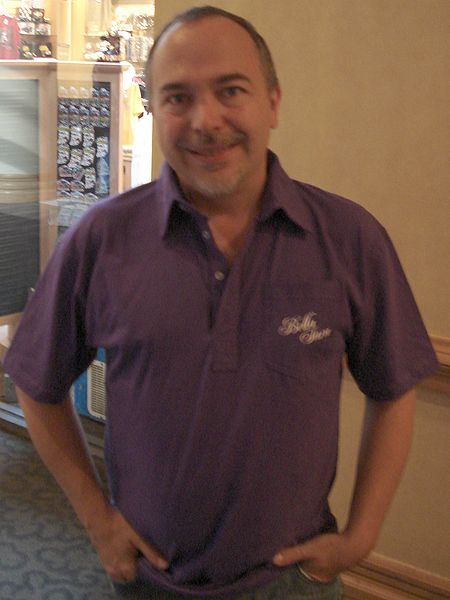
Peter Adkison

Bij de oprichting in 1990 door Peter Adkinson, was WotC een kleine uitgever van rollenspelen. In 1993 brachten ze het ruilkaartspel Magic: The Gathering op de markt, een primeur in de gamewereld. Magic was het eerste spel in zijn soort, en zette de standaard voor een hele industrie. Tot op vandaag is Magic het meest gespeelde ruilkaartspel. Halverwege de jaren ’90 kocht WotC het verliesmakende bedrijf TSR, Inc. op, en verkreeg daarmee de rechten op het populaire rollenspel Dungeons & Dragons. Dit zijn nog altijd de twee meest succesvolle producten dat het bedrijf op de markt brengt. Eind jaren ’90 kwam er een derde supersucces bij: het Pokémon Trading Card Game. De rechten van dit spel werden in 2003 echter doorverkocht aan Nintendo. In 1999 werd WotC opgekocht door speelgoedgigant Hasbro.

## Bekendste productlijnen
- Axis & Allies (bordspel en miniatuurspel)
- Battletech (ruilkaartspel)
- d20 (rollenspel)
- DragonLance (boeken)
- Duel Masters (ruilkaartspel)
- Dungeons & Dragons (rollenspel, miniatuurspel en boeken)
- Harry Potter Trading Card Game (ruilkaartspel)
- Legend of the Five Rings (boeken)
- Magic: The Gathering (ruilkaartspel, computerspellen en boeken)
- Pokémon Trading Card Game (ruilkaartspel)
- Risk 2210 A.D. (bordspel)
- Roborally (bordspel)
- Star Wars: The Trading Card Game (ruilkaartspel)